# Lilium mackliniae
Lilium mackliniae är en liljeväxtart som beskrevs av Joseph Robert Sealy. Lilium mackliniae ingår i släktet liljor, och familjen liljeväxter. Inga underarter finns listade.

## Bildgalleri

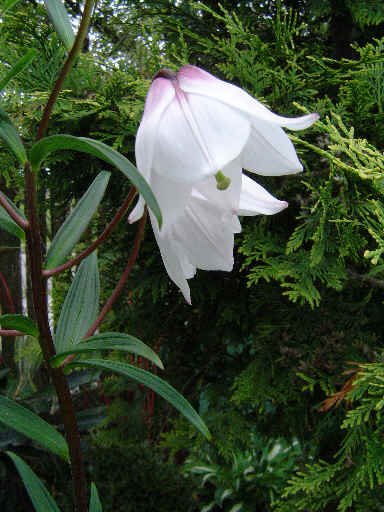
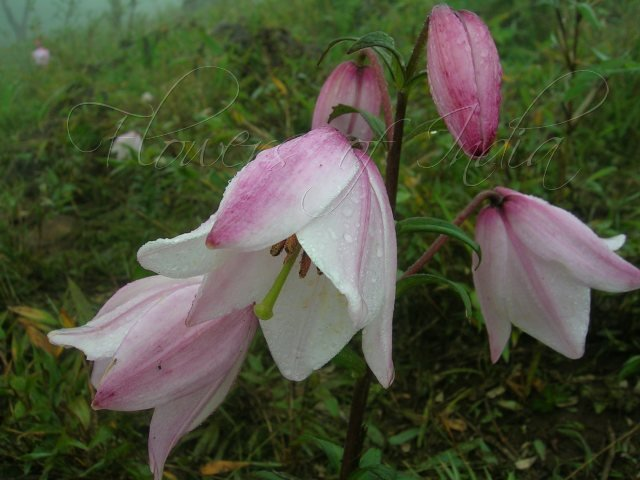